# Гиорги VIII од Грузије
Гиорги VIII (Грузијски: გიორგი VIII, 1417–1476) члан династије Багратион, био је de facto последњи краљ (мепе) бивше уједињене Краљевине Грузије од 1446. до 1465. године. Касније ће владати у Краљевини Кахети као Гиорги I од 1465. до своје смрти 1476. године, оснивајући локални огранак династије Багратион.
Био је трећи син краља Александра I Грузијског, који га је поставио за савладара са својом браћом Вахтангом IV, Димитријем и Заалом 1433. године, када је још био веома млад, да би учврстио своју власт против моћних великаша. Међутим, будући Гиорги VIII је пао под утицај овог племства, што је изазвало абдикацију његовог оца 1442. године, а он је преузео управу над источним грузијским територијама под вођством свог старијег брата краља Вахтанга IV. Након његове смрти 1446. године, преузео је престо и разбаштинио свог другог старијег брата, Димитрија.
Краљ Гиорги VIII је и даље познат као последњи монарх који је владао целом Краљевином Грузијом, иако је подела краљевства постала званична 1490. године. Он је брзо изгубио контролу над Самцхеом 1460-их када је атабег Кваркваре II Жакели прогласио независност, а затим и Западном Грузијом током грађанског рата у Грузији 1463–1491. године. Такође је свргнут са престола након што га је ухватио и затворио атабег Кваркваре II 1465. године, што је створило нову снагу која је омогућила великом племству да заузме велике полунезависне територије широм Грузије. Ослобођен 1466. године, заузео је Кахетију и прогласио независност Краљевине Кахетије, којом је мирно владао до своје смрти 1476. године, дајући јој прве институције.
На међународном плану, краљ Гиорги VIII је био сведок великог геополитичког преокрета на Блиском истоку изазваног падом Константинопоља 1453. године, након чега је уследио пад Трапезунта 1461. године, два сукоба у којима није интервенисао против Османског царства упркос захтевима Византије за помоћ. Његов предложени крсташки рат против Османлија, формиран са Римом, није успео јер су европске државе одбиле да учествују у сукобу.

## Рани живот

### Младост
Гиорги рођен између 1415. и 1417. године, био је трећи син краља Александра I Грузијског. Његова мајка, Тамара, била је друга жена краља Александра I и ћерка побуњеног монарха Александра I Имеретијског. Школовао се на краљевском двору са својом старијом браћом, Вахтангом и Димитријем, а у документима је именован као принц од 1417. године. Стога се помиње уз свог оца у краљевским писмима између 29. септембра 1417. године, 22. септембра 1419. године, 6. јануара 1424. године, 1427. године, и 21. јануара 1428. године. Међутим, нека писма то игноришу док цитирају његову браћу у истом периоду.
Његов отац је постигао многе успехе током своје владавине, укључујући заузимање Лорија 1431. године. Затим је централизовао своје краљевство и покушао да повећа своју контролу над Грузијском православном црквом; Свог сина Давида, Ђорђевог брата, поставио је за будућег католикоса - патријарха Грузије.

### Савладар Грузије
1430-их, краљ Александар I је започео програм централизације краљевства; Он је казнио велике феудалце који су још увек били бунтовни. Након тога, он је конфисковао територије многих од њих и одлучио да своја четири сина постави за савладаре: Вахтанга, Димитрија, Ђорђа и Заала, 1433. године. Према историчару Кирилу Туманову, краљ Александар I је био инспирисан византијским системом да пренесе своју власт на своје синове и поверио им свакодневно управљање краљевством, али ово објашњење демантује хроничар Вахушти из Картлија, који је довео у питање ово удружење у 18. веку. Такође је подржавао војну експанзију краљевства, као и обнову бројних градова уништених вековним сукобима.
Сваки од савладара је послао по једног представника у грузијској делегацији која је учествовала на сабору у Ферари 1438. године, затим у Фиренци 1439. године, два екуменска сабора којима је председавао папа Евгеније IV. Краљ Александар I је дозволио да његови синови буду заступљени у два већа како би уравнотежили представништва Мингрелије и Самцхеа, који су желели да добију подршку Рима да постану независни.
Године 1439. краљ Александар I се тешко разболео и његови синови су преузели управу над краљевством. Међутим, упркос недостатку наде међу његовим лекарима, повратио је здравље 1440. године, али се нашао на краљевском двору ван његове контроле. Утицајно племство је подстицало поделу унутар краљевске породице; његови синови су постали самосталнији и одбили су да се повинују његовим наређењима. Ова подела је била посебно озбиљна када краљевско веће није успело да се договори о стратегији одбране од инвазије владара Кара Коjунлуа султана Џихана Шаха, који је на крају масакрирао скоро две хиљаде Грузијаца.
Године 1442. краљ Александар I више није контролисао своје краљевство суочен са амбицијама својих синова и абдицирао је након тридесетогодишње владавине; Повукао се у манастир где се замонашио под именом Атанасије. Пре одласка у манастир договорио је венчање краља - савладара Ђорђа VIII са принцезом Нестан-Дарејан, ћерком његовог стрица Баграта. Престо је био резервисан за његовог најстаријег сина краља Вахтанга IV, док су остали поделили краљевство међу собом. Млади Заал је умро 1442. године, у доби од 14 година, док је краљ Александар I умро 1446. године.

## Краљ Грузије

### Наследник краља Вахтанга IV
Након абдикације његовог оца, краљ Вахтанг IV га је наследио као „краљ краљева“, титула која је давала супериорност у односу на његову млађу браћу. Краљеви - савладари Димитрије и Георгије су, међутим, остали управници одређених области краљевства, али извори остају несигурни у вези са њиховим титулама; Кирил Туманоф и Доналд Рејфилд претпостављају да су их и даље називали краљевима, али их Грузијске хронике помињу само као „принчеве“. Према Вахуштију из Картлија, нису. Тек 1445. године, краљ Вахтанг IV је именовао Ђорђа за савладара.
Принц Давид, грузијски принц из 19. века, писао је да му је краљ доделио територије североисточног Кавказа, укључујући Дербент на Каспијском мору. Вахушти из Картлија је, са своје стране, другачије навео границе својих територија. домени: Северни Кавказ на северу, река Арагви на западу до планине Лило (висораван Иори), река Кура на југу и Каспијско море на западу. Принц Димитрије и краљ Вахтанг IV су делили Западну Грузију и Картли. Краљ Вахтанг IV је владао кратко и умро је 1446. године, не оставивши ни једног наследника. Под мистериозним околностима и можда у складу са краљевом вољом, краљ - савладар Гиорги VIII је преузео круну и разбаштинио свог другог старијег брата, који је био приморан да се врати у Западну Грузију. Међутим, званична хронологија монарха Грузије, написана у 18. веку, признаје потоњег као легитимног краља до 1452. године. Разна краљевска писма указују да је владавина краља Ђорђа VIII почела 25. децембра 1446. године.
Грузијска војска је јака још од реформи краља Александра I, о чему сведочи њен успех у сукобима са Туркоманима 1444. године. У својим дипломатским мисијама, краљ Александар I је проценио да би могао да прикупи седамдесет хиљада људи, што је велика разлика у поређењу са две деценије касније када је војска од четрдесет хиљада Туркомана опустошила земљу. Ова сила је постала стратешка у православном свету који је све више опседао Османско царство. Тако је 1451. године на грузијски двор стигао византијски дипломата Георгије Сфранцес у потрази за женом за цара Константина XI Палеолога.

### Прве препреке
Од свог ступања на престо, краљ Гиорги VIII је морао да се суочи са сепаратистичким амбицијама грузијских кнежевина, као што су Мингрелија, Гурија и Самцхе, које су већ спроводиле сопствену војну и дипломатску политику. Иако је званично владао као суверен над целом Грузијом, њена контрола је била де факто ограничена на Картли. Године 1447. у Самцхеу је избио грађански рат када је атабега Агбуга II Жакелија, који је добио подршку краљевског двора, збацио његов брат Кваркваре II Жакели. Агбуга II се склонио у Тбилиси, престоницу краљевства, био је признат као господар своје провинције све до своје смрти 1451. године. Када је умро, краљ Гиорги VIII је, убеђен од стране побуњеника, његовом брату понудио титулу атабега и њено признање, али то није променило напете односе између краљевства и његовог вазала.
Атабег Кваркваре II, који је тада владао као аутономни господар, предузео је политику потпуног одвајања од грузијске круне. Конфисковао је Вардзију и краљевске поседе и прогласио аутокефалност Самчке православне цркве уз помоћ грчког митрополита који му је послао свештенство Јерусалима и Антиохије. Убрзо су имена краља Ђорђа VIII и католикоса - патријарха Давида изостављена из регионалних молитви и гувернер је унапредио епископа Аскурија у чин патријарха. Као одговор, католикос Давид је екскомуницирао свештенике који су признали ову аутокефалност и организовао бојкот локалних цркава за Грузијце Самцхеа. У страху од финансијске кризе, епископ Атскурија је напустио пројекат аутокефалности и поново примио епископску хиротонију у Мцхети; То је био знак стратешког пораза сепаратиста. Године 1452. или 1453. краљ - савладар Димитрије је погинуо у несрећи у лову и тако је краљ Гиорги VIII постао једини монарх Грузије. Син његовог покојног брата, кнез Константин, био је под заштитом краља Ђорђа VIII, који га је школовао у војној вештини.

### Несигуран мир
Након смрти краља - савладара Димитрија, крунисан је за јединог краља Грузије; носио је традиционалну титулу „Краљ краљева, Сизерена и Суверен два престола и краљевства, Абхаза, Ибераца, Ранија, Кахетинаца и Јермена, потомка Нимрода“, а 1455. године, именовао је Баграта за војводу Самокалакоа, чиме је добио контролу над регионом Имерети.
По доласку на престо, морао је да се суочи са побуном у Ширвану, муслиманској провинцији на Каспијском мору и вазалу Грузије. Локални ширваншах, Халилулах I, покушао је да формира независну државу и престао је да му плаћа данак. Као резултат тога, он је извршио инвазију на регион и, након кратке опсаде Кабале, вратио га назад у грузијску сферу утицаја и Ширвани су наставили да плаћају данак. Године 1456, султан Узун Хасан, владар Ак Којунлуа, напао је Грузију; Он је опустошио Сомкхити и опседао цитаделу Орбети. Територија је спасена када је локални гувернер понудио да се покори и помогао му у нападима на остатак краљевства. Султан Узун Хасан је потом опустошио Картли и заузео град Мукхрани. пре него што се вратио у своје области.

### Припреме за крсташки рат
Пад Цариграда изоловао је Грузију од сваког контакта са Европљанима. Они су се, са своје стране, суочили са новом геополитичком реалношћу: долазак на власт османског султана Мехмеда II могао би створити новог заједничког непријатеља за католике Запада. Ова драстична промена ситуације на границама приморала је различите племиће и грузијске владаре да формирају привидно јединство. Године 1459. потписано је примирје између Грузије и Самца. Краљ је тада видео прилику да реагује против муслимана и постане центар могућег крсташког рата.
Папа Никола V је 1452. године кренуо у пројекат поновног освајања Константинопоља, али је његова смрт у априлу 1455. године, окончала његове планове. Године 1456. Лудовико да Болоња, апостолски нунције новог папе Калиста III, стигао је у Грузију да поднесе Риму пун извештај о краљевству и Грузијској православној цркви; Он је истакао пијетет његових становника, али и озбиљну ситуацију изазвану грађанским сукобима у региону. После овог извештаја, Света столица је затражила од краља Ђорђа VIII да пошаље депломате у Европу и септембра 1459. године, наследник папе Калиста III, папа Пије II, организовао је јавни позив за нови крсташки рат против Османлија. Почевши од новембра, почела је редовна комуникација између краља Ђорђа VIII, атабега Кварквареа II, папе Пија II, дужда Венеције Пасквале Малипијера и војводе Филипа III од Бургундије.
Грузијци су се надали да ће мобилисати укупно 120.000 војника (или 140.000 према одређеним изворима) у оквиру овог крсташког похода; 40.000 из Грузије, 30.000 из Трапезунтског царства (тада под заштитом Грузије), 20.000 Јермена, 20.000 из Самцхеа и 10.000 из Мингрелије. Очекивали су се и други доприноси Гурије, као и 30 бродова из луке Анакопија и одред султана Узун Хасана, који је полагао право на османски град Бурсу. Краљ Гиорги VIII је такође организовао план за ову могућу кампању: грузијске снаге би извршиле инвазију на Анадолију са контингентом под командом атабега Кварквареа II који би напредовао до Палестине, док би Европљани отворили други фронт у Грчкој.
Године 1460. велико посланство Грузијаца, Јермена, Трапезунтинаца и Персијанаца, предвођено епископом Тбилисијским Николајем и Карчиканом из Мингрелије, стигло је у Европу и састало се у Бечу са Фридрихом III, царем Светог римског царства. У Венецији примио их је сенат Серенисиме, пре него што су кренули у Фиренцу да присуствује црквеном сабору. У Риму су Грузијци упознали папу Пија II у децембру 1460. године, који је направио грешку што је краља Ђорђа VIII именовао „краљем Персијанаца“, а војводу Баграта од Самокалакоа „краљем Ибера“. Из Рима је папа Пије II послао дипломате широм Европе да обезбеде војну помоћ.
У мају 1461. године, делегација је стигла у Париз да се састане са француским краљем Шарлом VII, али је он био болестан и није могао да донесе тако важну одлуку. Код Саинт-Омера су Грузијци срели војводу Филипа III Бургундског, али је он оклевао да крене у крсташки рат, јер се плашио судбине свог војводства током његовог одсуства. У Генту су се састали са представницима бургундског племства, али нису успели да их убеде у корист овог рата. 15. августа вратили су се у Париз да присуствују крунисању француског Луја XI, али је монарх одбио да предузме било какву војну кампању јер се суочавао са низом унутрашњих проблема. Крсташки рат је пропао када су западни монарси одбили да учествују. Дипломате су напустиле Европу изговарајући ове речи:
"Пошто није успела да искористи прави тренутак, Европа ће видети Османлије на вратима Беча."

### Пад Трапезунта
Суседно Трапезунтско царство било је последње упориште Византинаца после пада Цариграда. Основана 1204. године уз подршку грузијске краљице Тамаре, претка краља Ђорђа VIII, ова црноморска држава била је један од најближих савезника Краљевине Грузије. Цар Јован IV Велики Комнин, који се оженио ћерком краља Александра I, живео је на грузијском двору након покушаја да узурпира очев престо 1426. године. У комуникацији између Грузије и Европе, краљ је такође обећао војну силу Трапезунтинаца да учествује у новом крсташком рату.
Овај тесни савез изазвао је незадовољство султана Мехмеда II, који је освојио Цариград. Цар Јован IV, који се плашио да ће његов град доживети исту судбину, затражио је војну помоћ Грузије. Османлије су, међутим, схватиле да је град Трапезунт добро заштићен сложеним низом зидина и да би савезничка флота могла да спасе престоницу царства. Константин Михаиловић, који је служио у османској војсци, испричао је султанов поход на Грузију да би застрашио њеног владара и спречио га да притекне у помоћ Трапезунтцима. Османлије су успеле да напредују кроз Риони и планине Северног Кавказа, што указује на вероватан напад на Кутаиси.
14. септембра 1460. године, док је грузијско посланство још било у Европи, султан Мехмед II је опсео Трапезунт. Цар Давид II Велики Комнин, наследник цара Јована IV, узалудно је чекао помоћ од свог савезника месецима пре него што је коначно отворио градске капије 15. августа 1461. године, тачно две стотине година након ослобађања Константинопоља од стране цара Михаила VIII Палеолога, чиме је окончан последњи траг византијске цивилизације. Царица Хелена Кантакузин, царева супруга, склонила се у Грузију, што је разбеснело султана Мехмеда II Освајача. Неколико година касније, Ђорђе, последњи Давидов преживели син, побегао је из затвора у Цариграду и склонио се на двор краља Ђорђа VIII.

### Багратова побуна
Јединство унутар грузијских држава нестало је након неуспеха краљеве дипломатске мисије. Атабег Кваркваре II Жакели је формално остао поданик и сарадник краља Ђорђа VIII, али је почео да охрабрује војводу Баграта од Самокалака да се побуни против краља Ђорђа VIII. Војвода Баграт је био наследник династије Багратион из западне Грузије, најстаријег огранка краљевске породице, чијег последњег владара, краља Константина II Имеретског, збацио је краљ Георгије VII од Грузије 1401. године, војвода Баграт је затражио трон својих предака. Пошто је био рођак краља Ђорђа VIII, локално племство није сумњало у његове сепаратистичке планове, али су га убрзо охрабрили моћни племићи Западне Грузије.
Поред Самцхеа, војвода Баграт се удружио са Липаритом I Дадијанијем, Мамијом Гуријелијем и принчевима Абхазије и Сванетија, које је обећао да ће ослободити од централне власти. Заједно, побуњеници су 1462. године заузели многе тврђаве у Имеретији, након чега је краљ Гиорги VIII укинуо војводство Самокалако и одлучио да интервенише. Године 1463. краљ Гиорги VIII је прешао планински ланац Ликхи и затражио војну помоћ од Самцхеа, пошто је био уверен у њихову лојалност. Атабег Кваркваре II се искрцао у Имеретију са својим трупама које су логоровале, али далеко од зоне сукоба и чекале да виде ко ће изаћи као победник. Ова реакција је генерално виђена као директна помоћ сепаратистима.
Краљ Гиорги VIII и војвода Баграт сукобили су се у бици код Чихорија током које су побуњеници нанели одлучујући пораз снагама централне владе. Краљ се повукао према Картлију и оштро казнио племство које није сматрао довољно лојалним. У међувремену, војвода Баграт је заузео Кутаиси, највећи град у Западној Грузији, и крунисан је за краља Имеретије као Баграт II против великог племства Мингрелије, Гурије, Абхазије, Самцхеа и Сванетија, али је његова моћ остала слаба, чак и унутар њене престонице. Битка код Чихорија означила је почетак пада краљевине Грузије: њени монарси никада више неће контролисати целу земљу.

### Рат против Самцхеа
Атабег Кваркваре II Жакели је поново започео своје планове за независност од Грузије. Убрзо је ковао своје новчиће у Ахалцихеу и у својим декретима је био именован као „краљ“ (Мепе), пре него што је објавио рат краљу Ђорђу VIII. За овај план добио је помоћ султана Узун Хасана, који је успео да победи краља Ђорђа VIII 1462. године, према неким изворима 1461. или 1463. године, и заузео је област Лори. Овај савез се окренуо против атабега Кварквареа II када су Туркомани Белог Овна опустошили и опљачкали Самцхе током његовог напада.
После овог пораза, краљ Гиорги VIII је одлучио да се освети и искористио је посету атабега Кварквареа II Имеретији, током које је признао круну краља Баграта II, да упадне у његове области. Добио је подршку већине локалног племства које се плашило аутократске владавине атабега Кварквареа II и окупирао регион без отпора. Атабег Кваркваре II је био приморан да се привремено склони код краља Имеретија. Одсуство краља Георгија VIII са својих поседа отворило је султану Узун Хасану врата да се врати у Грузију и 1463. године шаље своје генерале Таврија Гилака и Тимура да опустоше Картли. Грузијска војска је јурила према непријатељу, али су их освајачи поразили, услед чега су Туркомани опустошили Источну Грузију. Краљевство је брзо изгубило контролу над ситуацијом и источне провинције Ширван, Аран и Мовакан су ослобођене грузијске власти.
У међувремену, атабег Кваркваре II, заједно са Багратовим трупама, вратио се у Самцхе да поврати своје области. Пошто је опоравио Ахалцихе, оштро је казнио локално племство и погубио многе своје непријатеље. Племић Заза Панаскертели-Цицишвили склонио се на грузијски двор и постао краљевски саветник. Након тога, атабег Кваркваре II је искористио помоћ војводе Мамије Гуријелија да поново освоји своје издајничке провинције и понудио му у замену територије Аџарија и Цханети, учвршћујући фрагментацију Западне Грузије.
Године 1465. краљ Гиорги VIII је био жртва покушаја атентата у којем је његов дворјанин Јоатам Зедгинидзе подлегао убодној рани. Краљ Гиорги VIII мора да је уздигао Јоатамовог најстаријег сина, Таку II (или самог Јоатама пре него што је умро од задобијених рана) доделивши му нову титулу и службе и понудио им је бројне цитаделе у Картлију, титулу Мурави од Горија и титулу „генералисимуса Картлија“. Након тога, одлучио је да поново нападне Самцхе, након што је постигао савез са војводством Арагви.
Срели су се у одлучујућој бици код језера Паравани, дан након другог покушаја атентата и неуспешне рунде преговора. Током битке, ројалистичке снаге су побеђивале, али је атабег Кваркваре II успео да опколи њихове положаје. Краљ Гиорги VIII је заробљен са остатком своје гарде. Млади принц Константин, његов синовац, успео је да побегне и преузме команду над војском, али је морао да се повуче ка северу, пре него што га је атабег Кваркваре II опсео код Горија, након чега се склонио у Западну Грузију. Краљ Гиорги VIII је био затворен у Ахалцихеу, што је означило крај његове владавине као краља Грузије.

### Заробљеништво и ослобађање
Без централне власти, ситуација се озбиљно дегенерисала унутар краљевства. Пошто се принц Константин склонио у Западну Грузију, престо је био упражњен након заробљавања краља Ђорђа VIII. Краљ Гиорги VIII је постао талац атабега Кварквареа II Жакелија до првих месеци 1466. године. У фебруару 1466. године, краљ Баграт II од Имеретије је са својом војском стигао у грузијску престоницу и, након што је католикосу Давиду понудио два села, крунисао се за краља Грузије под именом краљ Баграт VI од Грузије, свргнувши заробљеног монарха. Нови краљ Баграт VI је сада контролисао већи део Грузије, осим провинције Кахети, која се побунила против његове аутократске владавине и поставила племића Давида од Дидоетије за регионалног владара.
Атабег Кваркваре II се плашио растуће моћи новог грузијског монарха, упркос томе што је подржавао његов успон. За Самцхе је стабилност у Грузији била претња сепаратистичким амбицијама династије Жакели, без обзира на то који монарх је био на престолу. Атабег Кваркваре II је склопио споразум са свргнутим краљем: овај Гиорги VI је обећао да ће опростити Самцхеову издају, осигурати аутономију Ахалцихе и одустати од полагања права на Западну Грузију у замену за своју слободу. Мало позната верзија додаје да је такође био приморан да се ожени принцезом Тамаром Жакели, ћерком атабега Кварквареа II, иако је још увек био ожењен Нестан-Дарејаном, која је живела у Тбилисију.
Именован за команданта војске Самцхеа, покушао је да изврши инвазију на Картли 1466. године, али је наишао само на широко противљење локалног племства, које се плашило његове освете ако се врати на власт. Поражен код Картлија, кренуо је са атабегом Кварквареом II и његовим трупама према Кахетији, тада под контролом Давида Дидоетског. У овој провинцији Источне Грузије добио је подршку ситног племства, вероватно као признање свом претходном мандату гувернера ове провинције. Убрзо је победио њеног владара, упркос војној подршци краља Баграта VI, и био је протеран у планинске области Кахетија, јер је морао да остане у центру региона да би учврстио своју моћ и није могао да је оствари. Атабег Кваркваре II се вратио у Самцхе и прогласио своју независност, а краљ Гиорги VIII је остао у Кахетији, што је погоршало грузијску поделу.

## Краљ Кахетије
Године 1465. краљ Гиорги VI је крунисан за краља Кахетије у манастиру Бодбе, као краљ Гиорги I. Међутим, он се борио да му се призна власт у време његовог крунисања и, упркос његовом признању као монарха од стране Давидове планинске провинције Дидоети у замену за његову слободу, остали северни народи су остали формално подложни краљевини Грузији. Тако су га Кхевсурети, Тушети и Пшави само именовали за господара Кахетије и тек након споразума са краљем Багратом VI ове провинције су дошле под власт краља Ђорђа I.
Суочен са неприатељски настројеним великим племством према идеји независности Кахетије, он је склопио низ савеза са сељачком класом, господарима нижег племства и својим бившим непријатељем, краљем Багратом VI. Са краљем Багратом VI је пристао да склопи војни савез око 1467. године, како би му помогао у сукобу који је водио против принца Константина, свог бившег штићеника који је такође полагао право на грузијску круну, у замену за признање Кахетије као независног краљевства. Оба краља су извршила инвазију на Картли и протерала га из централне Грузије, дозвољавајући краљу Баграту VI да поврати Тбилиси и своју круну. Одред краљевских снага је накнадно послат да ухвати тврдоглаве племиће Кахетије и помогне краљу Ђорђу I да учврсти своју моћ.
Након покушаја побуне да се Давид од Дидоетије постави на престо 1470. године, краљ Гиорги I је предузео реформу система власти у Кахети како би окончао моћ племства. Укинуо је полуаутономна војводства и успоставио низ префектура, укључујући Кизики, Елисен, Цухети, Дидоети, Тианети, Чиаури, Шилду, Кварели, Марчопи, Греми и Панкиси. Ови гувернери су регуларно смењани, укидајући власт наследног племства. Потом је организовао војну реформу, поделивши краљевство на четири округа названа Садрошо, сваки са својим трупама на челу са епископом којег је именовао краљ, што је велика разлика од Западне Грузије, где су трупама командовали моћни наследни принчеви.
Такође је игумана манастира Алаверди унапредио у статус епископа, понудио му епархију и поставио га на чело осталих обласних епископа. Док је Кахети наставио да признаје превласт Грузијске православне цркве, реформа је претворила покрајину у аутономну област унутар Католикосата. Град Греми је уздигнут на статус престонице а краљ Гиорги I је проширио и ојачао град и укинуо аутономију провинције, као и име Херети. Ове реформе су успеле да сачувају мир и стабилност унутар краљевине током деценија, отклањајући велики проблем побуњеног племства са којим су се краљевина Картлија и краљевина Имеретија морале суочити све до 18. века.
На међународном плану, ситуација у Кахетију, који се граничио са Ак Којунлуом, и даље је била сложена. Султан Узун Хасан је убрзо извршио инвазију на краљевство и опустошио провинције Херки, Сагурамо, Марчопи и Тианети, а краљ Гиорги I је био приморан да га призна за свог господара да би обезбедио мир и морао је да му плаћа годишњи данак робова оба пола. Седамдесетих година XIV века одбио је да помогне свом суседу Картлију када су Туркомани опустошили регион и обезбедили мир. за своје краљевство дипломатским путем. Према Вахуштију из Картлија, он је узалуд провео своје последње године покушавајући да поново освоји остатак Грузије.
Краљ Гиорги I је умро 1476. године. Оставио је свог најстаријег сина Александра на престолу, који је био савладар од 1460. године.

## Породица
У краљевским повељама краља Ђорђа VIII помињу се два имена његове супруге, Тамара (1453. године) и Нестан-Дарејан (1458–1463). За ово постоје два објашњења. Једно од њих, које је предложио Кирил Туманоф, каже да је оба имена носила иста жена, ћерка краља Баграта VI, сина краља Константина I од Грузије, а самим тим и рођака краља Ђорђа VIII, за кога се удала 1445. године. Таква полионимија није била ретка у Грузији, објашњава Туманов, одражавајући двоструку културну позадину земље. и кавкаско-ираноид, с друге стране." Последњи пут се помиње 1510. године.
Алтернативно гледиште, које ужива општију подршку у Грузији, сматра да је краљ Гиорги VIII био ожењен два пута, прво са Тамаром, за коју се понекад сматра да је била ћерка Кварквара II Жакелија, атабега од Самцхеа, са којом се оженио око 1445. године и, друга, Нестан-Дарејан, непознатог порекла, коју је краљ Георгије VIII узео за жену негде пре 1456. године. Према овој верзији, краљ Гиорги VIII је имао сина Вахтанга и две ћерке; и сина Александра и ћерку Маријам од Нестан-Дарејана.
Деца краља Ђорђа VIII су била:
- Принц Вахтанг (око 1445 – пре 1510), „краљ провинције“, био је ожењен извесном Гулканом;
- Принцеза Елена, удата за Спиридона Беенашвилија, племића из Месхетија;
- Принцеза Кетеон (Кристина), удата за Вакхусхти Схаликахсвилија, племића из Самцхеа;
- Принц Александар (1445 или око 1456 – 1511), краљ Кахетије (1476–1511); Принцеза Маријам (1465. године), удата за принца Гиоргија Шабуриџа, сина Вамека, војводе од Аргавија. К. Туманоф ју је идентификовао са анонимном ћерком краља Ђорђа VIII вереном 1451. године, за цара Константина XI, последњег византијског цара, који је убијен при паду Константинопоља две године касније, пре него што је брак склопљен.

### У историјској фикцији
- Емануеле Ризарди, Последњи Палеолог. ПубМе Едитор, 2017, године.